# Saison 2014-2015 de la Berrichonne de Châteauroux
 (octobre 2018).
Si vous disposez d'ouvrages ou d'articles de référence ou si vous connaissez des sites web de qualité traitant du thème abordé ici, merci de compléter l'article en donnant les références utiles à sa vérifiabilité et en les liant à la section « Notes et références ».
Chronologie
Saison précédente Saison suivante
La saison 2014-2015 du LB Châteauroux, club de football français, voit le club évoluer en Ligue 2.

## Résumé de la saison
- Le club termine à la 19e place du championnat. Il doit donc être relégué en National.
- Saison sans grands coups d'éclat. En Coupe de France, le club termine en 1/16e de finale et en Coupe de la Ligue au 2e tour
- Pascal Gastien commence la saison comme entraîneur avant d'être remplacé par Cédric Daury en cours de saison

### Championnat

#### Matchs allers
| Date       | N o | Adversaire             | Lieu | Résultat | Buteurs pour Châteauroux  | Points | Classement |
| ---------- | --- | ---------------------- | ---- | -------- | ------------------------- | ------ | ---------- |
| 01/08/2014 | J01 | ESTAC Troyes           | Dom. | 0 - 1    | -                         | 0      | 16         |
| 08/08/2014 | J02 | US Créteil-Lusitanos   | Ext. | 3 - 0    | -                         | 0      | 20         |
| 15/08/2014 | J03 | Clermont Foot 63       | Dom. | 3 - 2    | Thil 69e 73e, Chamed 82e  | 3      | 15         |
| 22/08/2014 | J04 | SCO Angers             | Ext. | 1 - 1    | Chamed 42e                | 4      | 16         |
| 29/08/2014 | J05 | US Orléans             | Dom. | 0 - 0    | -                         | 5      | 14         |
| 12/09/2014 | J06 | AC Ajaccio             | Ext. | 1 - 1    | Makengo 28e               | 6      | 15         |
| 19/09/2014 | J07 | AS Nancy-Lorraine      | Dom. | 2 - 5    | Chamed 76e, N'Nomo 87e    | 6      | 19         |
| 23/09/2014 | J08 | Nîmes Olympique        | Ext. | 1 - 0    | -                         | 6      | 20         |
| 26/09/2014 | J09 | Stade brestois 29      | Dom. | 1 - 1    | Thi 20e                   | 7      | 20         |
| 03/10/2014 | J10 | AC Arles-Avignon       | Ext. | 0 - 1    | Mauricio 7e               | 10     | 17         |
| 17/10/2014 | J11 | FC Sochaux-Montbéliard | Dom. | 1 - 4    | Makengo 60e               | 10     | 18         |
| 24/10/2014 | J12 | Tours FC               | Dom. | 2 - 1    | Makengo 60e, N'Nomo 90+1e | 13     | 16         |
| 31/10/2014 | J13 | Gazélec Ajaccio        | Ext. | 1 - 0    | -                         | 13     | 18         |
| 07/11/2014 | J14 | Stade lavallois        | Dom. | 1 - 1    | Makengo 72e               | 14     | 16         |
| 21/11/2014 | J15 | AJ Auxerre             | Ext. | 3 - 1    | Garita 73e                | 14     | 18         |
| 28/11/2014 | J16 | Chamois niortais FC    | Dom. | 0 - 1    | -                         | 14     | 18         |
| 12/12/2014 | J17 | Valenciennes FC        | Ext. | 1 - 0    | -                         | 14     | 19         |
| 19/12/2014 | J18 | Dijon FCO              | Dom. | 1 - 1    | Roudet 90+3e              | 15     | 19         |
| 9/01/2015  | J19 | Le Havre AC            | Ext. | 1 - 1    | Thil 66e                  | 16     | 19         |

#### Matchs retours
| Date       | N o | Adversaire             | Lieu | Résultat | Buteurs pour Châteauroux      | Points | Classement |
| ---------- | --- | ---------------------- | ---- | -------- | ----------------------------- | ------ | ---------- |
| 16/01/2015 | J20 | US Créteil-Lusitanos   | Dom. | 2 - 2    | Roudet 2e, Kamara 75e         | 17     | 19         |
| 24/01/2015 | J21 | Clermont Foot 63       | Ext. | 3 - 3    | Bain 29e 88e, Boyer 68e       | 18     | 19         |
| 30/01/2015 | J22 | SCO Angers             | Dom. | 0 - 1    | -                             | 18     | 19         |
| 06/02/2015 | J23 | US Orléans             | Ext. | 1 - 0    | -                             | 18     | 19         |
| 13/02/2015 | J24 | AC Ajaccio             | Dom. | 0 - 0    | -                             | 19     | 19         |
| 20/02/2015 | J25 | AS Nancy-Lorraine      | Ext. | 6 - 0    | -                             | 19     | 19         |
| 27/02/2015 | J26 | Nîmes Olympique        | Dom. | 2 - 1    | Marin 42e (csc), N'Nomo 45e   | 21     | 19         |
| 09/03/2015 | J27 | Stade brestois 29      | Ext. | 3 - 0    | -                             | 21     | 19         |
| 13/03/2015 | J28 | AC Arles-Avignon       | Dom. | 1 - 2    | Thil 43e                      | 21     | 19         |
| 20/03/2015 | J29 | FC Sochaux-Montbéliard | Ext. | 3 - 0    | -                             | 21     | 20         |
| 03/04/2015 | J30 | Tours FC               | Ext. | 1 - 0    | -                             | 21     | 20         |
| 10/04/2015 | J31 | Gazélec Ajaccio        | Dom. | 0 - 2    | -                             | 21     | 20         |
| 17/04/2015 | J32 | Stade lavallois        | Ext. | 1 - 0    | -                             | 21     | 20         |
| 24/04/2015 | J33 | AJ Auxerre             | Dom. | 2 - 1    | Fontaine 9e (csc), Thil 90+1e | 24     | 19         |
| 28/04/2015 | J34 | Chamois niortais FC    | Ext. | 3 - 0    | -                             | 24     | 19         |
| 01/05/2015 | J35 | Valenciennes FC        | Dom. | 3 - 0    | Kamara 37e 80e, Plessis 60e   | 27     | 19         |
| 08/05/2015 | J36 | Dijon FCO              | Ext. | 0 - 1    | Kamara 23e                    | 30     | 19         |
| 15/05/2015 | J37 | Le Havre AC            | Dom. | 0 - 0    | -                             | 31     | 19         |
| 22/05/2015 | J38 | ESTAC Troyes           | Ext. | 4 - 1    | Tait 11e                      | 32     | 19         |

### Coupe de France
| Date       | N o             | Adversaire               | Lieu | Résultat | Buteurs pour Châteauroux                                            |
| ---------- | --------------- | ------------------------ | ---- | -------- | ------------------------------------------------------------------- |
| 16/11/2014 | 7e tour         | Meymac FC                | Ext. | 0 - 6    | Bonnart 1re, Makengo 36e, Thil 39e (pen.), Bain 69e, Garita 83e 87e |
| 06/12/2014 | 8e tour         | Tarbes Pyrénées Football | Ext. | 0 - 1    | Kamara 58e                                                          |
| 03/01/2015 | 1/32e de finale | Luçon Football           | Ext. | 0 - 1    | Plessis 59e                                                         |
| 21/01/2015 | 1/16e de finale | EA Guingamp              | Ext. | 2 - 0    | -                                                                   |

### Coupe de la ligue
| Date       | N o     | Adversaire       | Lieu | Résultat | Buteurs pour Châteauroux |
| ---------- | ------- | ---------------- | ---- | -------- | ------------------------ |
| 26/08/2014 | 2e tour | Clermont Foot 63 | Dom. | 1 - 3    | Thil 18e                 |